# TAM (танк)
TAM (ісп. Tanque Argentino Mediano) — середній танк, спроектований для аргентинської армії німецькою фірмою Thyssen-Henschel на шасі БМП Marder.

## Історія створення
Багато років після Другої світової війни основою аргентинських бронетанкових сил був танк Шерман. Але до початку 1970-х років підтримка цих танків у робочому стані стала вкрай скрутною, через що було прийнято рішення про перехід до нового танка. Більшість танків, що випускалися на той час, важили понад 40 тонн, і їх було небезпечно пускати по неміцних мостах країни. Тому було вирішено розробити новий танк, який відповідає всім вимогам аргентинської армії.
У 1974 році компанія Thyssen-Henschel, яка в той час виробляла БМП Marder, отримала від Аргентини контракт на розробку нового середнього танка, під назвою TAM (ісп. Tanque Argentino Mediano), а також БМП VCI (ісп. Vehículo Combate Infantería)), яку згодом перейменували на VCTP. За 3 дослідних зразки побудували та поставили до Аргентини.
Серійне виробництво в Аргентині передбачало будівництво 512 TAM та VCTP на спеціально побудованому для цього заводі. Перший прототип TAM був готовий 1976 року, ще два — наступного. В 1983 танк був прийнятий на озброєння армії Аргентини.
Завод TAMSE для цих танків був побудований неподалік Буенос-Айреса. За весь час виробництва було випущено близько 200 танків, але жоден із них не брав участі у Фолклендській кампанії. Для спільних дій з TAM Thyssen-Henschel розробила БМП VCTP, яка була випущена в кількості 150 машин, перш ніж фінансова криза змусила припинити її виробництво в 1986 році.
TAM був випробуваний у Перу та у Панамі. Незважаючи на інтерес, реальних замовлень на сімейство цих німецько-аргентинських бронемашин не було, і 1995 року підприємство TAMSE було закрито.

## Конструкція
Корпус танка TAM узятий від БМП «Marder», яка на той час знаходилася на озброєнні західнонімецької армії в кількості понад 2000 одиниць. Водій танка розташований попереду ліворуч. Праворуч від нього знаходяться двигун та трансмісія. Лобова броня має великий кут нахилу, щоб забезпечити максимальну захищеність за дотримання вагових категорій танка. Кормова частина корпусу — полога. Сторони башти — плоскі та трохи пологі. Відсік боєукладки башти розміщений у кормовій ніші. Командирська башта розташована праворуч на даху башти.
Броня TAM поступається броні ОБТ, таких як «Леопард 1» та AMX-30. Повністю зварена вежа зміщена до задньої частини танка, в ній знаходяться три члени екіпажу: командир і навідник — праворуч, що заряджає — ліворуч.
Трансмісія танка — автоматична Renk HSWL-204.
Підвіска складається з 6 опорних і 3 котка, що підтримують, з кожного боку, що ведуть колеса спереду, ззаду — напрямні колеса. Ходова частина інколи прикривається протикумулятивним екраном.
Основним озброєнням є 105 мм гармата, оснащена ежектором для видалення порохових газів після пострілу. Гармата має кути вертикального наведення від -7 до +18 °. Поряд з гарматою встановлений спарений 7,62-мм кулемет, такий же кулемет може бути встановлений на даху башти як зенітний. З кожного боку башти може бути встановлено по 4 гранатомети для стрільби димовими або осколковими гранатами. Боєкомплект складається з 50 пострілів для 105-мм гармати та 6000 набоїв до 7,62-мм кулеметів.

## Модифікації
- TAM — середній танк. Базова модифікація. Випущено 200 одиниць.
- TH-301 — в 1978 році німецька компанія Thyssen-Henschel запропонувала модернізований проект танка, який відрізнявся кращим бронезахистом, покращеною системою управління вогнем і потужнішим двигуном (750 к.с.).
- VCTP * бойова машина піхоти, озброєна 20-мм автоматичною гарматою. Прийнято на озброєння в 1983.
- VCRT — броньована ремонтно-евакуаційна машина.
- VCA — броньована медична машина.
- VCA 155 — 155-мм самохідна гаубиця, що є баштою італійської САУ «Пальмарія», встановлену на подовженому шасі танка TAM. Усього було збудовано, за різними джерелами, від 19 до 25 таких САУ. Прийнята на озброєння у 1995 році.

- VCPC — командно-штабна машина на шасі TAM.
- VCTM — 120-мм самохідний міномет * AM-50 на шасі TAM. Збудовано 50 одиниць.
- VC AMUN — прототип броньованої машини для транспортування боєприпасів на шасі TAM.

## Галерея
|                                                   |
| VCLC — 160-мм система залпового вогню на шасі TAM |

|                                                                                   |
| VC AMUN — прототип броньованої машини для транспортування боєприпасів на шасі TAM |

|  |
|  |

## Оператори
- Аргентина